# Pico Pilás
Pico Pilás är en bergstopp i Spanien.   Den ligger i provinsen Província de Lleida och regionen Katalonien, i den nordöstra delen av landet, 500 km nordost om huvudstaden Madrid. Toppen på Pico Pilás är 2 631 meter över havet, eller 296 meter över den omgivande terrängen. Bredden vid basen är 4,2 km.
Terrängen runt Pico Pilás är huvudsakligen bergig. Runt Pico Pilás är det glesbefolkat, med 12 invånare per kvadratkilometer. Närmaste större samhälle är Espot, 12,1 km söder om Pico Pilás. Trakten runt Pico Pilás består i huvudsak av gräsmarker.